# Echinogorgia ramulosa
Echinogorgia ramulosa is een zachte koraalsoort uit de familie Plexauridae. De koraalsoort komt uit het geslacht Echinogorgia. Echinogorgia ramulosa werd in 1870 voor het eerst wetenschappelijk beschreven door Gray. 